# 제82회 아카데미상
제86회 아카데미상(영어: 86th Academy Awards)은 영화 예술 과학 아카데미 (AMPAS)가 주최하는 상이며, 2009년 영화를 대상으로 2010년 3월 7일에 캘리포니아주 로스앤젤레스 할리우드의 코닥 극장에서 시상식이 행해질 예정이다. 사회자는 앨릭 볼드윈과 스티브 마틴이다. 원래는 2월 마지막 일요일에 행해졌지만, 2010년은 2010년 동계 올림픽 중계(NBC) 관계로 원래 날짜보다 1주일 늦게 열렸다.

## 수상 및 후보
2010년 2월 2일에 캘리포니아주 비벌리힐스의 새뮤얼 골드윈 극장에서 아카데미 회장의 톰 쉐락과 배우 앤 해서웨이에 의해 후보가 발표되었다. 《아바타》와 《허트 로커》는 9 부문에 후보에 지명되며 최다 후보로 올랐다.
수상은 2010년 3월 7일 시상식에서 발표되었다. 캐서린 비글로는 오스카 감독상을 수상한 첫 여성 감독이 되었다. 《업》은 작품상 후보로 오른 두 번째 애니메이션 영화가 되었다. 각색상을 수상한 조프리 플레처는 아카데미에서 각본 분야상을 수상한 첫 아프리카계 미국인이 되었다.

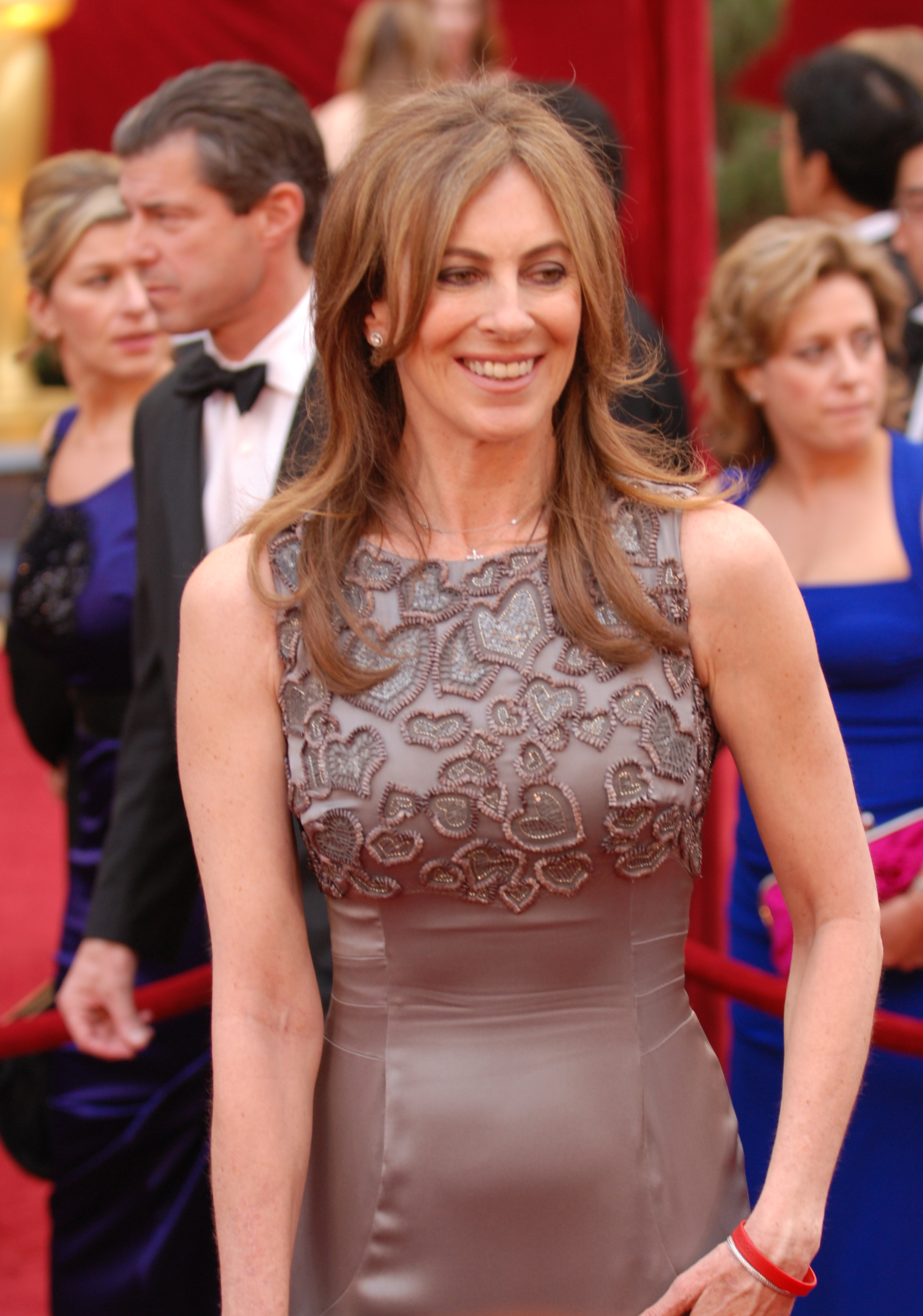
감독상 수상자 캐서린 비글로

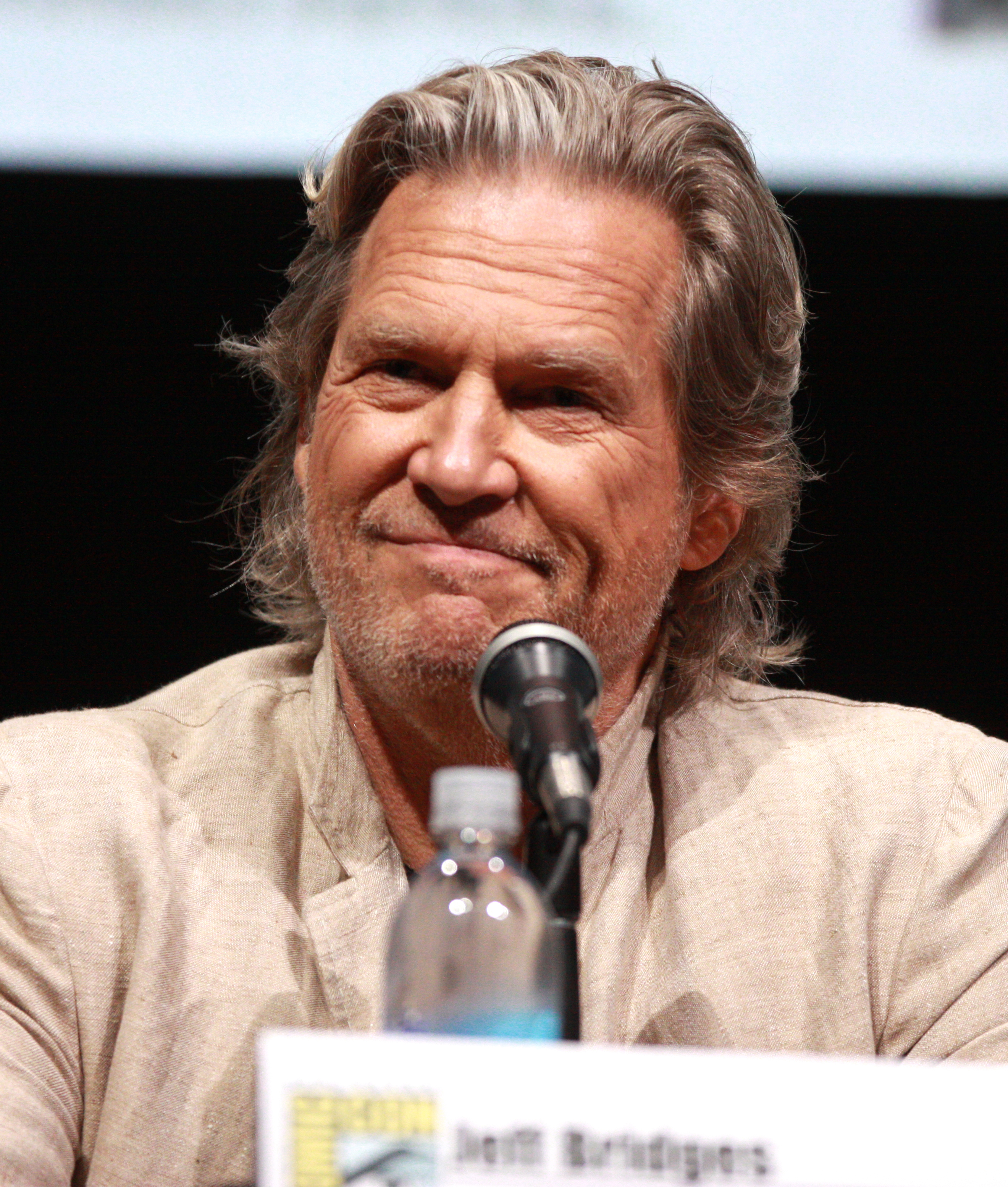
남우주연상 수상자 제프 브릿지

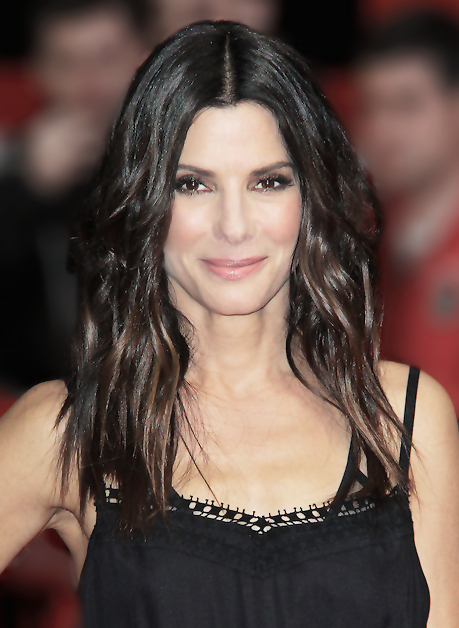
여우주연상 수상자 샌드라 불럭

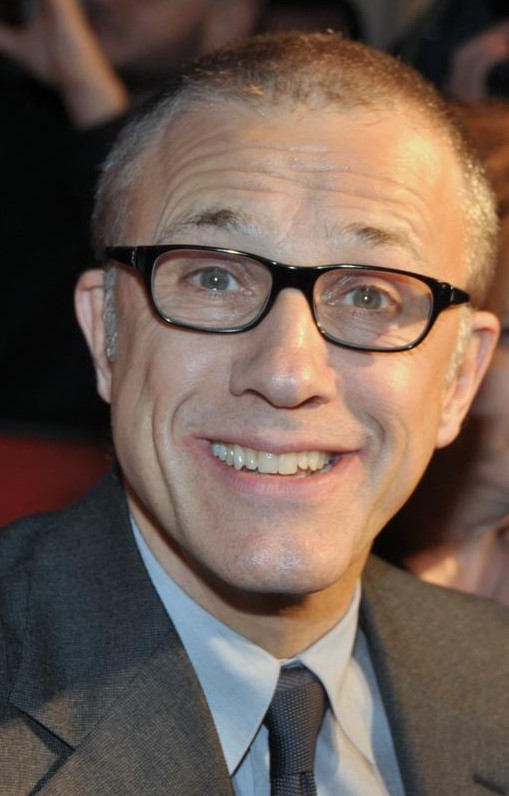
남우조연상 수상자 크리스토프 발츠

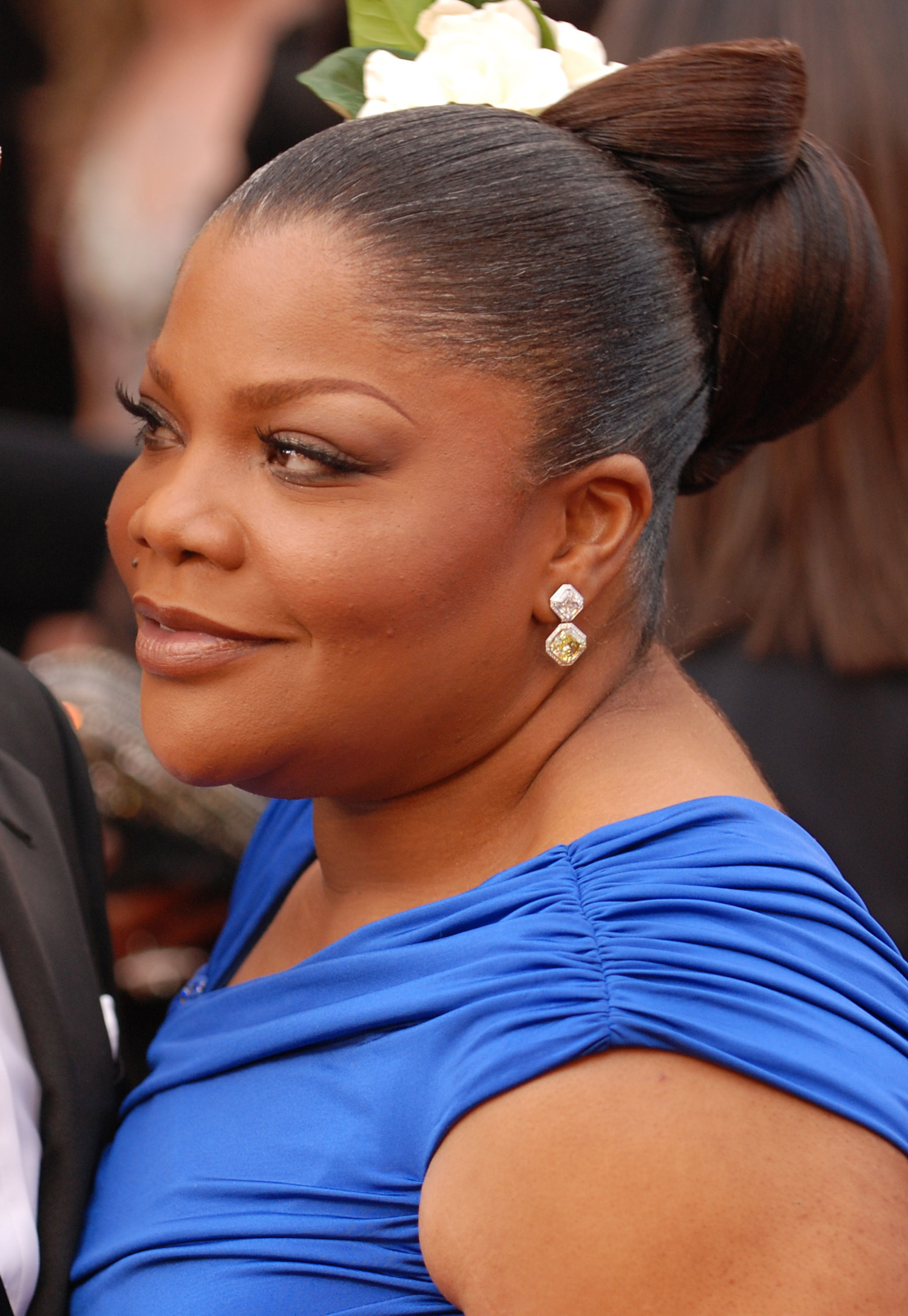
여우조연상 수상자 모니크

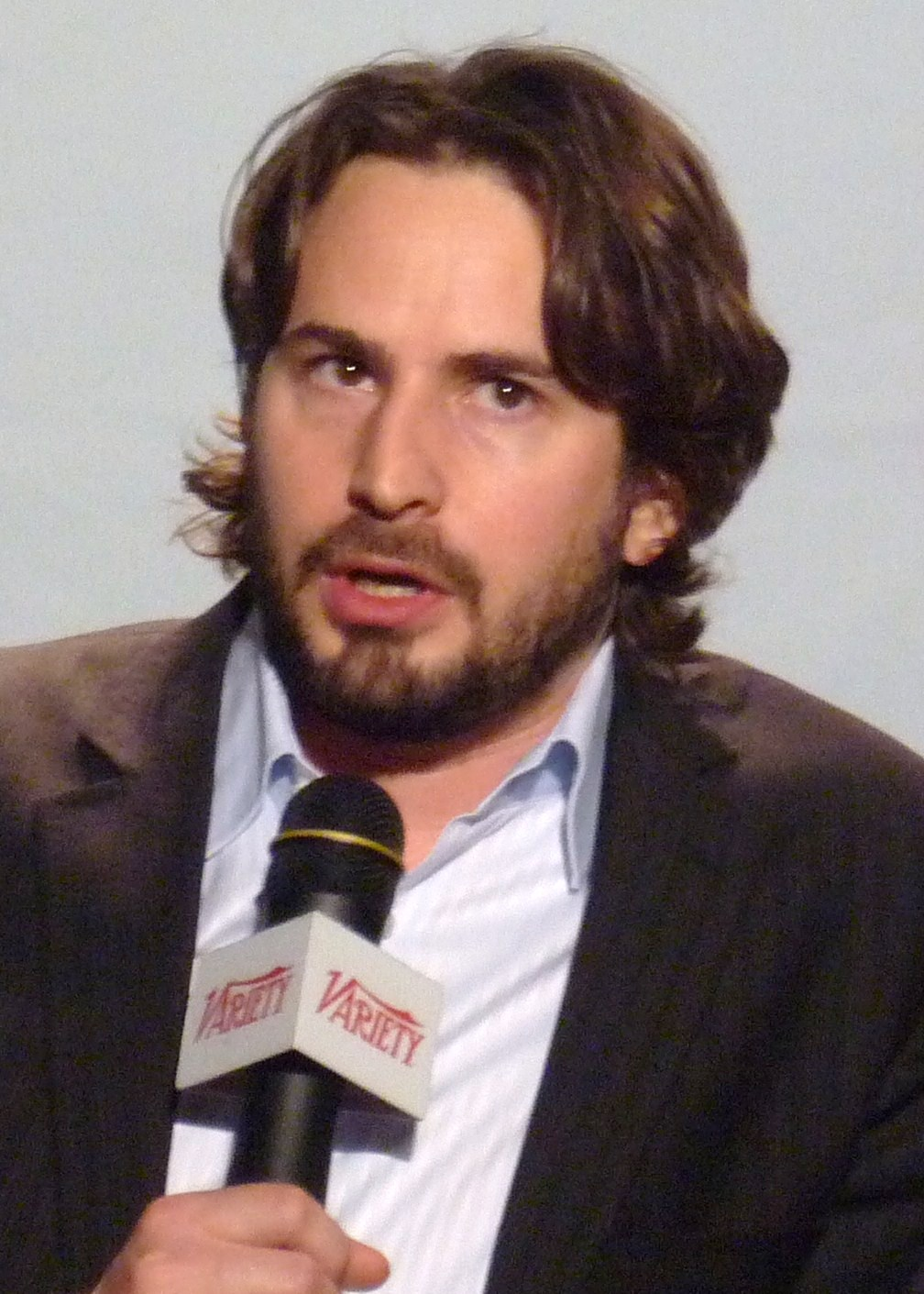
각본상 수상자 마크 볼

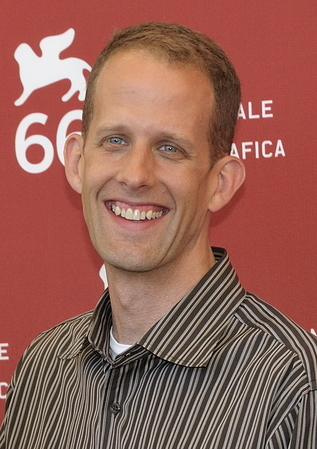
장편 애니메이션 작품상 수상자 피트 닥터

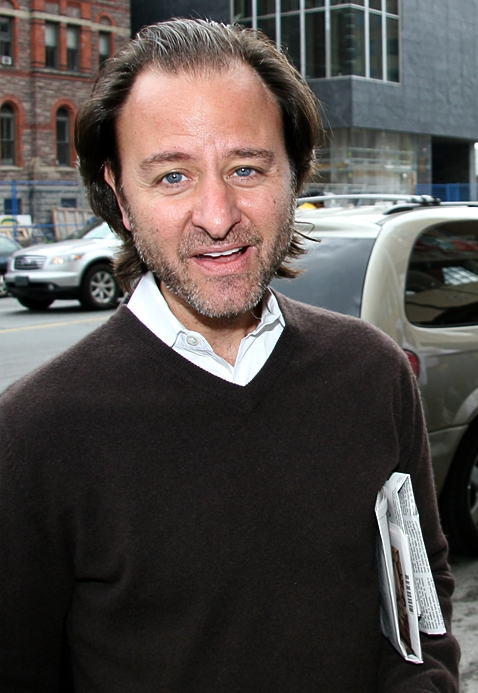
장편 다큐멘터리 영화상 공동 수상자 피셔 스티븐스

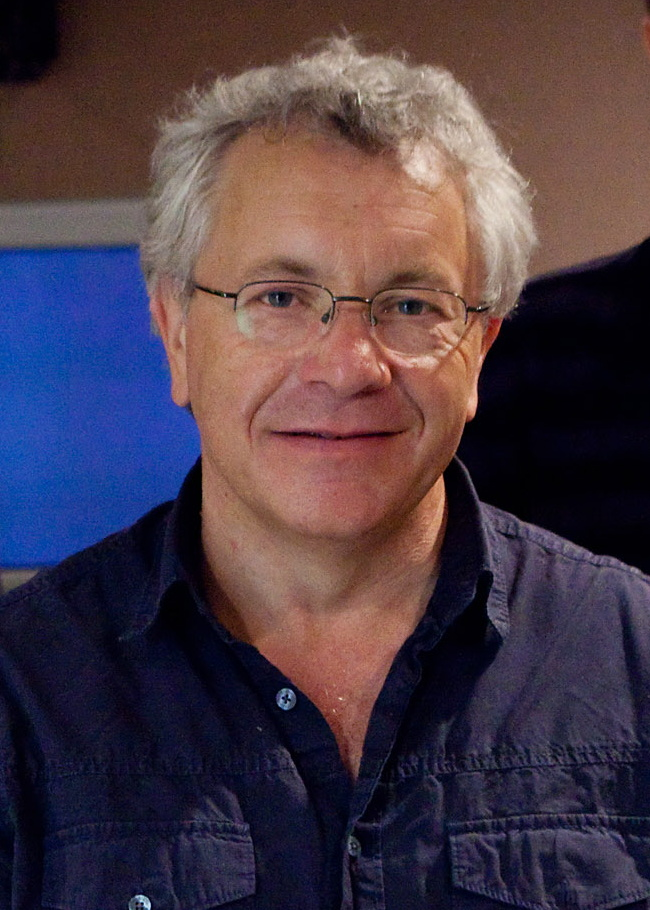
음향효과상 공동 수상자 레이 베켓

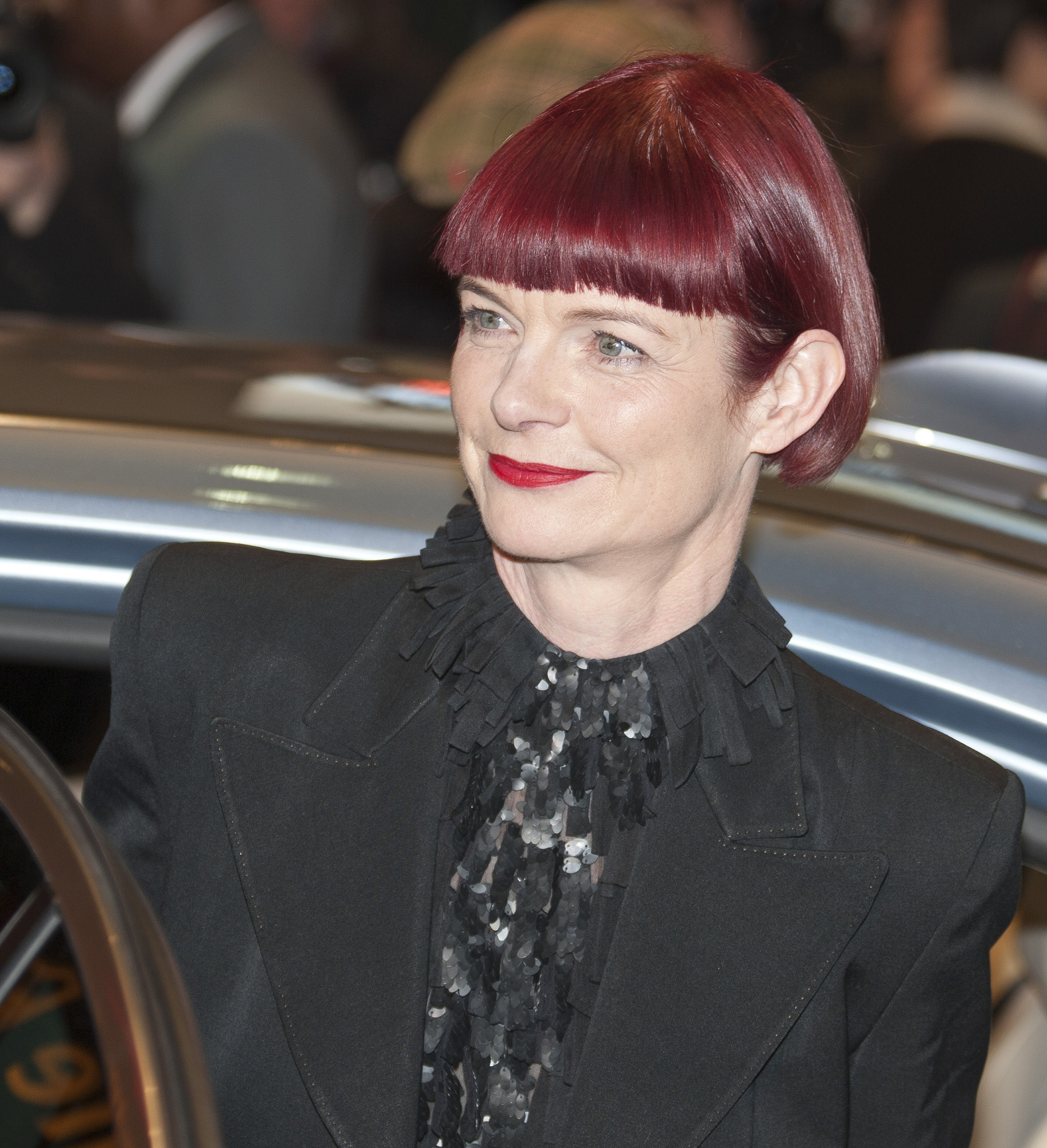
의상상 수상자 샌디 포웰

수상자는 굵은 글씨 표시를 해놓았다.
| 작품상 | 감독상 |
| --- | --- |
| - 허트 로커 – 캐서린 비글로, 마크 볼, 니콜라스 차티어, 그레그 사피로 - 아바타 – 제임스 캐머런, 존 랜도 - 블라인드 사이드 – 길 네터, 앤드루 A. 코소브, 브로더릭 존슨 - 디스트릭트 9 – 피터 잭슨, 캐롤린 커닝엄 - 언 애듀케이션 – 피놀라 드와이어, 아만다 포시 - 바스터즈: 거친 녀석들 – 로렌스 벤더 - 프레셔스 – 리 대니얼스, 세라 시걸매그니스, 개리 매그니스 - 시리어스 맨 – 이선 코언, 조엘 코언 - 업 – 조나스 리베라 - 인 디 에어 – 대니얼 더비키, 아이번 라이트먼, 제이슨 라이트먼 | - 캐서린 비글로 – 허트 로커 - 제임스 캐머런 – 아바타 - 리 대니얼스 – 프레셔스 - 제이슨 라이트먼 – 인 디 에어 - 쿠엔틴 타란티노 – 바스터즈: 거친 녀석들 |
| 남우주연상 | 여우주연상 |
| - 제프 브릿지 – 크레이지 하트 - 오티스 "배드" 블레이크 - 조지 클루니 – 인 디 에어 - 라이언 빙엄 - 콜린 퍼스 – 싱글맨 - 조지 팰코너 - 모건 프리먼 – 우리가 꿈꾸는 기적: 인빅터스 - 넬슨 만델라 - 제러미 레너 – 허트 로커 - 윌리엄 제임스 중사 | - 샌드라 불럭 – 블라인드 사이드 - 리 앤 투호히 - 헬렌 미렌 – 톨스토이의 마지막 인생 - 소피야 톨스타야 - 캐리 멀리건 – 언 애듀케이션 - 제니 멜러 - 개버레이 시디베이 – 프레셔스 - 클레어리스 "프레셔스" 존스 - 메릴 스트립 – 줄리 & 줄리아 - 줄리아 차일드                                                                                             |
| 남우조연상 | 여우조연상 |
| - 크리스토프 발츠 – 바스터즈: 거친 녀석들 - SS 친위대 대령 한스 란다 - 맷 데이먼 – 우리가 꿈꾸는 기적: 인빅터스 - 프랑수아 피나르 - 우디 해럴슨 – 메신저 - 토니 스톤 대위 - 크리스토퍼 플러머 – 톨스토이의 마지막 인생 - 레오 톨스토이 - 스탠리 투치 – 러블리 본즈- 조지 하비 | - 모니크 – 프레셔스 - 메리 리 존스턴 - 페넬로페 크루스 – 나인 - 칼라 알바니스 - 베라 파미가 – 인 디 에어 - 앨릭스 고런 - 매기 질런홀 – 크레이지 하트 - 진 크래덕 - 애나 켄드릭 – 인 디 에어 - 내털리 키너 |
| 각본상 | 각색상 |
| - 허트 로커 – 마크 볼 - 바스터즈: 거친 녀석들 – 쿠엔틴 타란티노 - 메신저 – 알레산드로 카몬, 오렌 무버먼 - 시리어스 맨 – 조엘 코언, 이선 코언 - 업 – 토머스 매카시, 밥 피터슨, 피트 닥터 | - 프레셔스 – 조프리 플레처 - 디스트릭트 9 – 닐 블롬캠프, 테리 태첼 - 언 애듀케이션 – 닉 혼비 - 인 더 루프 – 제시 암스트롱, 사이먼 블랙웰, 아만도 이아누치, 토니 로체 - 인 디 에어 – 제이슨 라이트먼, 셸든 터너 |
| 장편 애니메이션 작품상 | 외국어 영화상 |
| - 업 – 피트 닥터 - 코렐라인: 비밀의 문 – 헨리 셀릭 - 판타스틱 Mr. 폭스 – 웨스 앤더슨 - 공주와 개구리 – 론 클레멘츠, 존 머스커 - 켈스의 비밀 – 톰 무어 | - 엘 시크레토: 비밀의 눈동자 (아르헨티나) – 후안 호세 캄파넬라 - 아자미 (이스라엘) – 스칸다르 콥티, 야론 샤니 - 밀크 오브 소로우 - 슬픈 모유 (페루) – 클라우디아 요사 - 예언자 (프랑스) – 자크 오디아르 - 하얀 리본 (독일) – 미카엘 하네케 |
| 장편 다큐멘터리 영화상 | 단편 다큐멘터리 영화상 |
| - 더 코브: 슬픈 돌고래의 진실 – 루이 시호요스, 피셔 스티븐스 - 버마 VJ – 안데르스 외스터가르트, Lise Lense-Møller - 푸드 주식회사 – 로버트 키너, 엘리스 펄스타인 - 미국에서 가장 위험한 사나이 – Judith Ehrlich and Rick Goldsmith - 위치 웨이 홈 – Rebecca Cammisa | - 뮤직 바이 플루던스 – 로저 로스 윌리엄스, 엘리너 버켓 - China's Unnatural Disaster: The Tears of Sichuan Province – 존 앨퍼트, 매슈 오닐 - The Last Campaign of Governor Booth Gardner – 대니얼 준지, 헨리 안슈바허 - The Last Truck: Closing of a GM Plant – 스티븐 보그너르, 줄리아 라이헤르트 - Rabbit à la Berlin – 바르토시 코놉카, 안나 비드라 |
| 단편 영화상 | 단편 애니메이션 작품상 |
| - 새집증후군 – 요아힘 백, 티비 마그누손 - 더 도어nbsp;– 주아니타 윌슨, 제임스 플린 - Instead of Abracadabra – 파트리크 에클룬드, 마티아스 피엘스트룀 - Kavi – 그레그 헬비 - 미라클 피시 – 루크 둘런, 드루 베일리 | - 로고라마 – 니콜라 슈머킨 - 프렌치 로스트 – 파브리스 O. 주버트 - 그림할머니의 이야기 – 니키 펠란, 다라 오코넬 - 부인과 죽음의 신 – 하비에르 레시오 그라시아 - 월리스와 그로밋: 빵과 죽음의 문제 – 닉 파크 |
| 음악상 | 주제가상 |
| - 업 – 마이클 자키노 - 아바타 – 제임스 호너 - 판타스틱 Mr. 폭스 – 알렉상드르 데스플라 - 허트 로커 – 마르코 벨트라미, 벅 샌더스 - 셜록 홈즈 – 한스 치머 | - "The Weary Kind" (크레이지 하트) – 라이언 빙엄, T 본 버넷 - "Almost There" (공주와 개구리) – 랜디 뉴먼 - "Down in New Orleans" (공주와 개구리) – 랜디 뉴먼 - "Loin de Paname" (파리 36의 기적) – 라인하르트 바그너, 프랭크 토머스 - "Take it All" (나인) – 모리 예스톤                                                                              |
| 음향편집상 | 음향효과상 |
| - 허트 로커 – 폴 N. J. 오토슨 - 아바타 – 크리스토퍼 보이스, 그웬돌린 예이츠 휘틀 - 바스터즈: 거친 녀석들 – 와일리 스태이트먼 - 스타 트렉: 더 비기닝 – 마크 스토이킹어, 앨런 랜킨 - 업 – 마이클 실버스, 톰 마이어스 | - 허트 로커' – 폴 N.J. 오토슨, 레이 베켓 - 아바타 – 크리스토퍼 보이스, 게리 서머스, 앤디 넬슨, 토니 존슨 - 바스터즈: 거친 녀석들 – 마이클 민클러, 토니 람베르티, 마크 울라노 - 스타 트렉: 더 비기닝 – 앤나 벨머, 앤디 넬슨, 피터 J. 데블린 - 트랜스포머: 패자의 역습 – 그레그 P. 러셀, 게리 서머스, 조프리 패터슨                                     |
| 미술상 | 촬영상 |
| - 아바타 – 릭 카터, 로버트 스트롬버그, 킴 싱클레어 - 파르나서스 박사의 상상극장 – 데이브 워런, 아나스타시아 마사로, 캐럴린 스미스 - 나인 – 존 마이어, 고든 심 - 셜록 홈즈 – 사라 그린우드, 케이티 스펜서 - 영 빅토리아 – 파트리스 베르메트, 매기 그레이 | - 아바타 – 마우로 피오레 - 해리 포터와 혼혈 왕자 – 브루노 델보넬 - 허트 로커 – 베리 에크로이드 - 바스터즈: 거친 녀석들 – 로버트 리처드슨 - 하얀 리본 – 크리스티안 베르거 |
| 분장상 | 의상상 |
| - 스타 트렉: 더 비기닝 – 바니 버먼, 민디 홀, 조엘 할로우 - 일 디보 – 알도 시뇨레티, 비토리오 소다노 - 영 빅토리아 – 존 헨리 고든, 제니 셔코어 | - 영 빅토리아 – 샌디 파월 - 브라이트 스타 – 재닛 패터슨 - 코코 샤넬 – 카트린 르테리에 - 파르나서스 박사의 상상극장 – 모니크 프뤼돔 - 나인 – 콜린 애투드 |
| 편집상 | 시각효과상 |
| - 허트 로커 – 크리스 이니스, 밥 머로스키 - 아바타 – 제임스 캐머런, 존 리포어, 스티븐 E. 리브킨 - 디스트릭트 9 – 줄리언 클라크 - 바스터즈: 거친 녀석들 – 샐리 맨크 - 프레셔스 – 조 클로츠 | - 아바타 – 조 레터리, 스티븐 로젠바움, 리처드 베인엄, 앤드루 R. 존스 - 디스트릭트 9 – 댄 코프먼, 피터 뫄이저스, 로버트 해브로스, 맷 에이트킨 - 스타 트렉: 더 비기닝 – 로저 구예트, 러셀 얼, 폴 카버너, 버트 달튼 |

## 공로상

#### 아카데미 명예상
- 로런 버콜
- 로저 코먼
- 고든 윌리스

#### 어빙 G. 솔버그 기념상
- 존 캘리

## 최다 수상 및 후보
| 후보 | 영화                         |
| ---- | ---------------------------- |
| 9    | 아바타                       |
| 9    | 허트 로커                    |
| 8    | 바스터즈: 거친 녀석들        |
| 6    | 프레셔스                     |
| 6    | 인 디 에어                   |
| 5    | 업                           |
| 4    | 디스트릭트 9                 |
| 4    | 나인                         |
| 4    | 스타 트렉: 더 비기닝         |
| 3    | 언 에듀캐이션                |
| 3    | 크레이지 하트                |
| 3    | 공주와 개구리                |
| 3    | 영 빅토리아                  |
| 2    | 블라인드 사이드              |
| 2    | 판타스틱 Mr. 폭스            |
| 2    | 우리가 꿈꾸는 기적: 인빅터스 |
| 2    | 파르나서스 박사의 상상극장   |
| 2    | 톨스토이의 마지막 인생       |
| 2    | 메신저                       |
| 2    | 시리어스 맨                  |
| 2    | 셜록 홈즈                    |
| 2    | 하얀 리본                    |

| 수상 | 영화          |
| ---- | ------------- |
| 6    | 허트 로커     |
| 3    | 아바타        |
| 2    | 크레이지 하트 |
| 2    | 프레셔스      |
| 2    | 업            |

## 시상자 및 공연자
출처

### 시상자
| - 지나 터틀스 - 페넬로페 크루스 - 라이언 레이놀즈 - 스티브 카렐 - 캐머런 디아스 - 마일리 사이러스 - 아만다 사이프리드 - 크리스 파인 - 로버트 다우니 주니어 - 티나 페이 - 매슈 브로더릭 - 몰리 링월드 - 존 크라이어 - 맥컬리 컬킨 - 안소니 마이클 홀 - 주드 넬슨 - 새뮤얼 L. 잭슨 - 캐리 멀리건 - 조 샐다나 - 벤 스틸러 - 제프 브릿지 | - 제이크 질렌홀 - 레이철 맥애덤스 - 퀸 라티파 - 로빈 윌리엄스 - 콜린 퍼스 - 시고니 위버 - 톰 포드 - 사라 제시카 파커 - 샬리즈 시어런 - 테일러 로트너 - 크리스틴 스튜어트 - 잭 에프론 - 애나 켄드릭 - 엘리자베스 뱅크스 - 존 트래볼타 - 샌드라 불록 - 데미 무어 - 제니퍼 로페스 - 샘 워싱턴 - 브래들리 쿠퍼 - 제라드 버틀러 | - 제이슨 베이트먼 - 맷 데이먼 - 타일러 페리 - 키아누 리브스 - 페드로 알모도바르 - 쿠엔틴 타란티노 - 케시 베이츠 - 베라 파미가 - 콜린 패럴 - 줄리언 무어 - 미셸 파이퍼 - 팀 로빈스 - 케이트 윈슬렛 - 숀 펜 - 피터 사스가드 - 스탠리 투치 - 포레스트 휘태커 - 오프라 윈프리 - 바브라 스트라이샌드 - 톰 행크스 |

## 같이 보기
- 제16회 미국 배우 조합상
- 제30회 골든 래즈베리상
- 제62회 프라임타임 에미상
- 제63회 영국 아카데미 영화상